# Mont-Aux-Sources

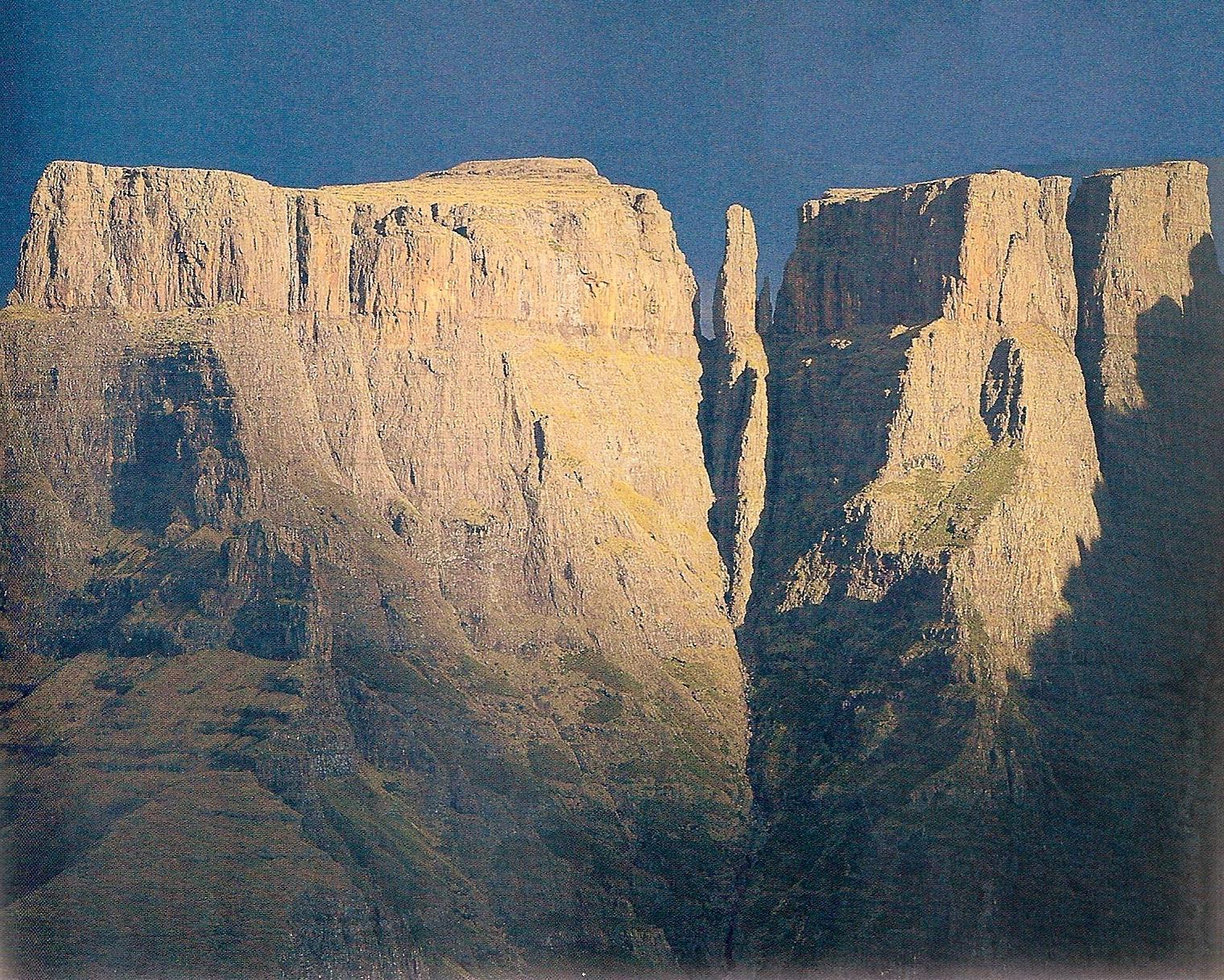
Mont-aux-Sources.

Mont-aux-Sources es un monte en África, que forma una de las más altas partes de la cadena montañosa del Drakensberg. 
Mont-Aux Sources fue llamada así por los misioneros franceses que visitaron la región en 1836. La montaña en sí misma es un pico poco interesante de 7 km desde la escarpa de los Drakensberg, y tiene la fuente del río Tugela y el río Orange. El río Orange desemboca en el océano Atlántico en la costa occidental de África austral, en tanto que el Tugela desemboca en el océano Índico en las costas orientales del subcontinente. A 7 km desde su fuente, el Tugela cae 947 m. en una serie de saltos (véase: Salto del Tugela) en el parque nacional Natal Real. Es la segunda cascada más grande del mundo.
El pico es accesible desde el Sentinel Car Park cerca de Witsieshoek.
- Datos: Q599532
- Multimedia: Mont-Aux-Sources / Q599532